# NGC 4322
NGC 4322 је спирална галаксија у сазвежђу Береникина коса која се налази на NGC листи објеката дубоког неба.
Деклинација објекта је + 15° 54' 19" а ректасцензија 12h 23m 1,7s. Привидна величина (магнитуда) објекта NGC 4322 износи 13,8 а фотографска магнитуда 14,8. NGC 4322 је још познат и под ознакама MCG 3-32-16, CGCG 99-31, VCC 608, PGC 40171.